# Vilis
Vilis ist als eine lettische Variante von Wilhelm ein lettischer männlicher Vorname.

## Namensträger
- Vilis Krištopans (* 1954), lettischer Politiker
- Vilis Lācis (1904–1966), lettischer Schriftsteller und Politiker